# Flatts Village
Flatts Village – miejscowość na Bermudach; 1000 mieszkańców (2006). Przemysł spożywczy.